# Мярка на Льобег
Мярката на Льобег е мярка, прилагана в теорията на множествата към подмножества на многомерните евклидови пространства. За по-ниски размерности – 1, 2 и 3 – мярката на Льобег съвпада с обичайните мерки дължина, площ и обем, поради което понякога е наричана n-мерен обем, хиперобем или направо обем. Тя се използва и в реалния анализ, по-специално при дефинирането на интеграла на Льобег.
Мярката на Льобег е наречена на френския математик Анри Льобег, който я описва за пръв път през 1901 година.